# 3268 De Sanctis
De Sanctis (asteróide 3268) é um asteróide da cintura principal, a 2,0494812 UA. Possui uma excentricidade de 0,1266352 e um período orbital de 1 313 dias (3,6 anos).
De Sanctis tem uma velocidade orbital média de 19,44323858 km/s e uma inclinação de 6,35171º.
Este asteróide foi descoberto em 26 de Fevereiro de 1981 por Henri Debehogne.